# Шереметов, Александр Сергеевич
Александр Сергеевич Шереметов (18 ноября 1925, поселок Абан Красноярского края — 6 августа 2006, Шушенское Красноярского края) — советский государственный деятель, новатор производства, старший плавильщик медеплавильного завода Норильского горно-металлургического комбината имени Завенягина Красноярского края. Кандидат в члены ЦК КПСС в 1966—1968 годах. Член ЦК КПСС в 1968—1976 годах. Герой Социалистического Труда (4.12.1965).

## Биография
Родился в многодетной рабочей семье. С 1941 по 1943 год работал печатником в издательстве.
В 1943—1945 годах — в Советской Армии, участник Великой Отечественной войны . Служил стрелком в 835-м стрелковом полку 306-й стрелковой дивизии. В 1944 году был тяжело ранен и после лечения в госпитале демобилизован по состоянию здоровья.
В 1946—1951 годах — инспектор, управляющий Абанского районного маслопрома, товаровед Абанского районного союза потребительских обществ, инспектор Абанского районного отдела социального обеспечения Красноярского края.
В 1951—1954 годах — печатник, директор типографии в Красноярском крае.
Образование среднее.
Член КПСС с 1952 года.
В 1954—1962 годах — плавильщик анодного отделения плавильно-рафинировочных цеха, сменный мастер, с февраля 1962 года — старший плавильщик медеплавильного завода Норильского горно-металлургического комбината имени Завенягина Красноярского края.
17 сентября 1965 года представлен на соискание звания Героя Социалистического Труда решением № 19 заседания бюро Красноярского крайкома КПСС. Указом Президиума Верховного Совета СССР от 4 декабря 1965 за выдающиеся заслуги в выполнении задач по увеличению производства цветных металлов и достижения высоких технико-экономических показателей на Норильском ордена Ленина горно-металлургическом комбинате имени Завенягина Шереметову Александру Сергеевичу присвоено звание Героя Социалистического Труда с вручением ордена Ленина и золотой медали «Серп и Молот».
Был инициатором проведения скоростных и тяжеловесных плавок. Одним из первых освоил процесс огневого рафинирования меди. Активный рационализатор.
До 1974 года — инженер по подготовке ремонта оборудования медеплавильного завода Норильского горно-металлургического комбината имени Завенягина Красноярского края.
С 1974 года — на пенсии в пгт. Шушенском Красноярского края.
Умер 6 августа 2006 года.

## Награды и звания
- Герой Социалистического Труда (4.12.1965)
- орден Ленина (4.12.1965)
- орден Октябрьской Революции (30.03.1971)
- орден Отечественной войны I ст. (11.03.1985)
- медали
- значок «Отличник металлургии»
- Почетный металлург СССР
- Почётный гражданин Норильска (31.01.1975).